# Красний Туриш
Кра́сний Тури́ш (рос. Красный Турыш) — присілок у складі Красноуфімського міського округу (Натальїнськ) Свердловської області.
Населення — 87 осіб (2010, 137 у 2002).
Національний склад станом на 2002 рік: росіяни — 99 %.